# Herthania confinis
Herthania confinis es una especie de coleóptero de la familia Scirtidae.

## Distribución geográfica
Habita en Virginia (Estados Unidos).